# Doug Lubahn
 (décembre 2021).
 (avril 2021).
La mise en forme du texte ne suit pas les recommandations de Wikipédia : il faut le « wikifier ».
Les points d'amélioration suivants sont les cas les plus fréquents :
- Les titres sont pré-formatés par le logiciel. Ils ne sont ni en capitales, ni en gras.
- Le texte ne doit pas être écrit en capitales (les noms de famille non plus), ni en gras, ni en italique, ni en « petit »…
- Le gras n'est utilisé que pour surligner le titre de l'article dans l'introduction, une seule fois.
- L'italique est rarement utilisé : mots en langue étrangère, titres d'œuvres, noms de bateaux, etc.
- Les citations ne sont pas en italique mais en corps de texte normal. Elles sont entourées par des guillemets français : « et ».
- Les listes à puces sont à éviter, des paragraphes rédigés étant largement préférés. Les tableaux sont à réserver à la présentation de données structurées (résultats, etc.).
- Les appels de note de bas de page (petits chiffres en exposant, introduits par l'outil «  Source ») sont à placer entre la fin de phrase et le point final[comme ça].
- Les liens internes (vers d'autres articles de Wikipédia) sont à choisir avec parcimonie. Créez des liens vers des articles approfondissant le sujet. Les termes génériques sans rapport avec le sujet sont à éviter, ainsi que les répétitions de liens vers un même terme.
- Les liens externes sont à placer uniquement dans une section « Liens externes », à la fin de l'article. Ces liens sont à choisir avec parcimonie suivant les règles définies. Si un lien sert de source à l'article, son insertion dans le texte est à faire par les notes de bas de page.
- La présentation des références doit suivre les conventions bibliographiques. Il est recommandé d'utiliser les modèles {{Ouvrage}}, {{Chapitre}}, {{Article}}, {{Lien web}} et/ou {{Bibliographie}}. Le mode d'édition visuel peut mettre en forme automatiquement les références.
- Insérer une infobox (cadre d'informations à droite) n'est pas obligatoire pour parachever la mise en page.

Pour une aide détaillée, merci de consulter Aide:Wikification.
Si vous pensez que ces points ont été résolus, vous pouvez retirer ce bandeau et améliorer la mise en forme d'un autre article.
Douglas Lubahn, plus couramment Doug Lubahn (20 décembre 1947 - 20 novembre 2019) était un bassiste américain de rock psychédélique et de jazz rock qui jouait avec des groupes de renommée internationale. Son travail est présenté sur trois albums enregistrés par The Doors.

## Biographie
En 1965, Lubahn travaillait dans une station de ski à Aspen au Colorado, États-Unis, en tant que moniteur de ski, lorsqu'il a croisé Cass Elliot, qui était dans un groupe appelé The Candy Store. Au fur et à mesure que Lubahn et Elliot ont appris à se connaître, elle a encouragé Lubahn à se rendre à Los Angeles, en Californie, pour essayer de trouver un groupe là-bas, car à l'époque, de nombreux groupes avaient besoin de bassistes,.

## Carrière musicale

### Clear Light
À Los Angeles, en 1966, Lubahn était un membre fondateur du groupe Clear Light. Clear Light était le seul album créé par le groupe avant de se séparer. Leur chanson phare, Mr. Blue, a été qualifiée de "longue et un peu trop cuite, mais elle a un attrait étrange". Une critique de Matthew Greenwald a déclaré qu'ils "combinaient du folk, du rock, du psychédélisme et même une touche de classique à leur son". Il continua en disant "le résultat final, cependant, est un peu pesant et prétentieux, mais étrangement écoutable".

### The Doors
Un jour, le producteur de Clear Light, Paul Rothchild, a demandé à Lubahn de travailler sur des sessions pour le deuxième album des Doors ; comme le groupe n'avait pas de bassiste, le bassiste de session non crédité Larry Knechtel avait doublé les lignes de basse du clavier de Ray Manzarek sur certaines pistes de leur premier album,. Contrairement à Knechtel, Lubahn a joué sur sept des dix morceaux de Strange Days (1967) en tant que contributeur crédité. Les Doors ont invité Lubahn à rejoindre le groupe en tant que membre à plein temps pendant les sessions Strange Days, en utilisant Rothchild comme messager ; cependant, Lubahn a décliné l'offre pour plusieurs raisons, y compris son refus de quitter Clear Light. Il a également joué sur tous les morceaux sauf deux dans Waiting for the Sun (1968) et, quoique de façon moins prolifique, sur The Soft Parade (1969).

### Dreams
Doug Lubahn, avec Jeff Kent, a créé le groupe de jazz-fusion Dreams . Le groupe a évolué d'un trio à un groupe plus axé sur le cor. Le bassiste Will Lee, le pianiste Don Grolnick, le guitariste Bob Mann et le chanteur Eddie Vernon rejoignirent plus tard le groupe. Dreams fut de courte durée, ne dura qu'un an, avec deux albums sortis. Dreams (1969) a été produit par le producteur, compositeur et ingénieur du son Fred Weinberg et Imagine My Surprise (1970).

### Pierce Arrow
Lubahn était le bassiste et co-chanteur principal du groupe Pierce Arrow qui a publié deux albums, Pierce Arrow (1977) et Pity the Rich (1978), sur Columbia Records . Le groupe comptait également le guitariste Werner Fritzsching, avec qui il collaborera à nouveau dans Riff Raff, et le batteur Bobby Chouinard, qui attirera plus tard Lubahn dans le groupe de Billy Squier .

### Riff Raff
Lubahn était le bassiste et chanteur principal du groupe de rock américain Riff Raff, dont le seul album, Vinyl Futures, est sorti sur Atco Records en 1981. Vinyl Futures présente la chanson écrite par Lubahn "Treat Me Right", qui a été un succès du Billboard Top 20 pour Pat Benatar et a aidé à pousser son album de 1980 Crimes of Passion à quadrupler les ventes de platine aux États-Unis.

### Billy Squier
Lubahn a rejoint Billy Squier sur deux albums studio, le multi-platine de 1982 vendant Emotions in Motion et son suivi tout aussi réussi de 1984, Signs of Life, et a participé à des tournées mondiales pour les deux albums.

### Ted Nugent
Lubahn a joué de la basse sur l'album de 1984 de Ted Nugent, Penetrator, qui présentait également le futur chanteur de Bad Company Brian Howe. Cette même année, une des chansons de Lubahn, Talk to Me, est apparue sur Warrior, le premier album vendu en platine du groupe new-yorkais Scandal.

## Mort
Doug Lubahn est décédé le 20 novembre 2019 à l'âge de 71 ans.